# George Boateng
George Boateng, nizozemski nogometaš in trener ganskega rodu, * 5. maj 1975, Nkawkaw, Gana.